# Parque Olímpico do Canadá

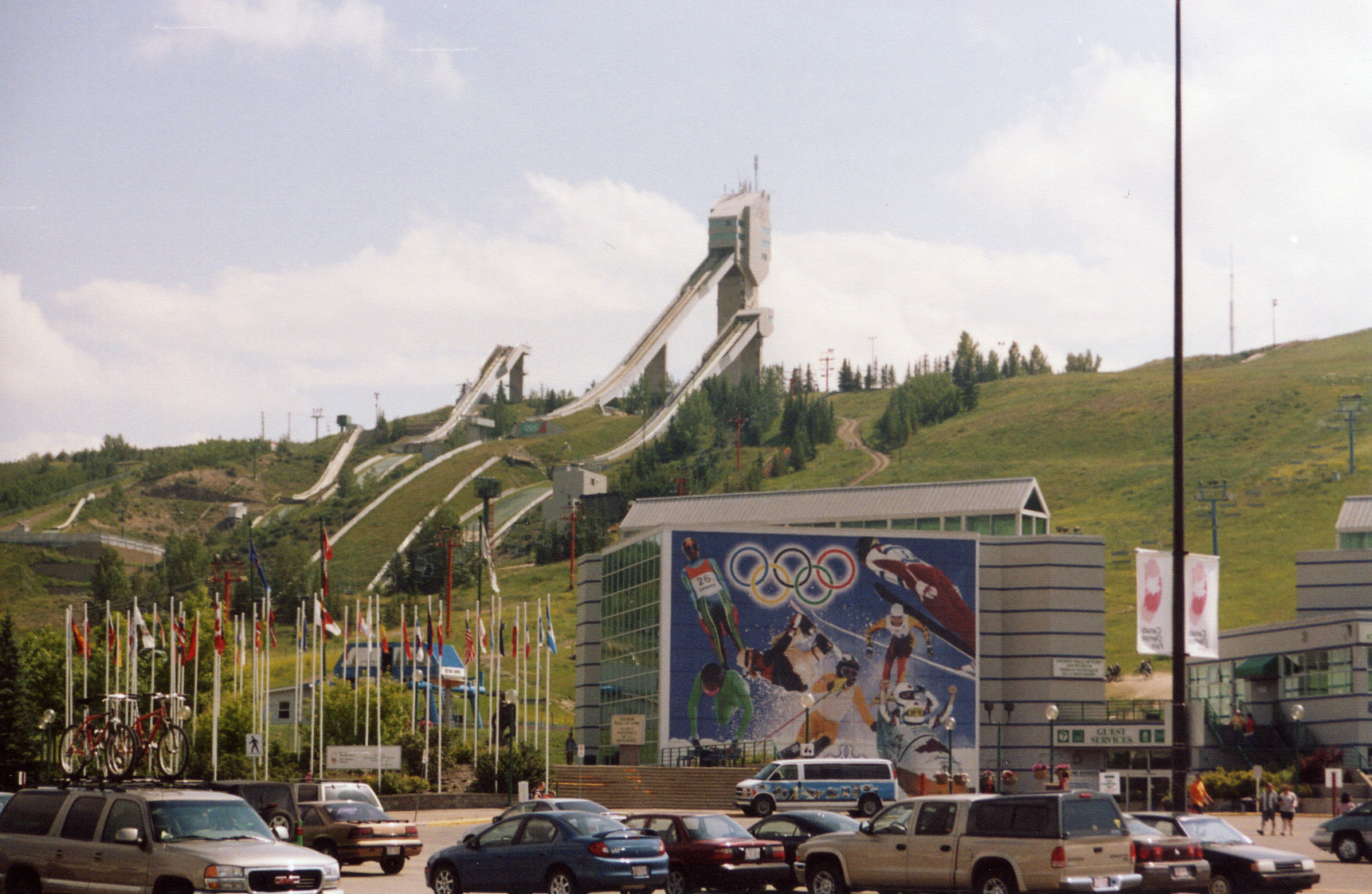
O Canada Olympic Park no Verão de 2005.

O Canada Olympic Park (C.O.P.) localiza-se em Calgary, Alberta, Canadá. O parque é operado pela Calgary Olympic Development Association (CODA). Actualmente é usado tanto para treino atlético profissional como para fins recreativos para o público em geral. Durante os Jogos Olímpicos de Inverno de 1988 foi a localização principal para as provas de salto em esqui, bobsleigh, e luge. A CODA mantém ainda os espaços utilizados, para propósitos de treino e competição. No Inverno, o parque é também usado para downhill, snowboard, e Cross-country skiing. No Verão o C.O.P. é usado para desportos de clima quente, como o ciclismo e são também lançados alguns festivais de Verão.
O parque é também onde se localiza a Escola de Desportos Nacionais e a Canadian Olympic Hall of Fame e Museu.